# Ponor (Kostinbrod)
Ponor (bulgarisch Понор) ist ein kleines Dorf in der Gemeinde Kostinbrod in Westbulgarien. Das Dorf ist vor dem Verlassen bedroht. Dies liegt auch an der schlechten Infrastruktur des Dorfes. Zu Ponor führt nur eine Straße, die von der Republikstraße 81 abzweigt.

## Lage
Das Dorf liegt auf einem Bergrücken des Balkan-Gebirges. Die Gegend um den Ort ist verkarst.
Ponor befindet sich politisch gesehen in der Gemeinde Kostinbrod, welche in der Oblast Sofia liegt. Die Stadt Kostinbrod befindet sich 16 km, Sofia 30 km entfernt.

## Bevölkerungsentwicklung
Da seine Bevölkerung immer weiter abnimmt, ist das Dorf, trotz momentaner Stabilität, vom Verlassen bedroht.
| Datum      | Einwohnerzahl |
| ---------- | ------------- |
| 31.12.1934 | 397           |
| 31.12.1946 | 423           |
| 01.12.1956 | 288           |
| 01.12.1965 | 151           |
| 02.12.1975 | 69            |
| 04.12.1985 | 59            |